# Kreatinin

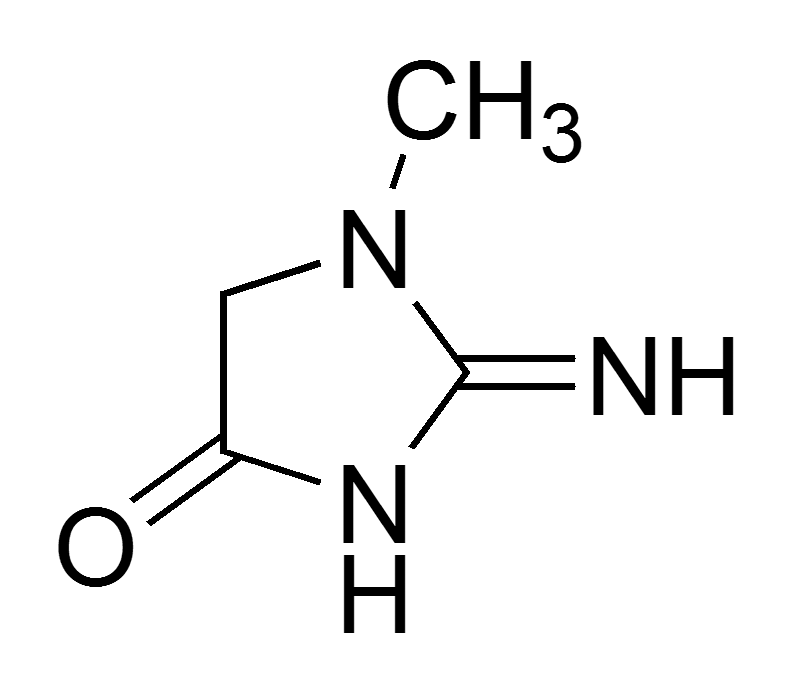
Den kemiska strukturen för kreatinin.

Kreatinin är en produkt från nedbrutet kreatinfosfat och mäts i blodet för att upptäcka nedsatt njurfunktion. Det bildas i musklerna i kroppen och produceras vid en för individen ganska konstant hastighet.
När blodet filtreras i njuren överförs kreatininet till urinen och lämnar därmed kroppen. Nedsatt njurfunktion medför ansamling av kreatinin i blodomloppet. Med ett blodprov går det att mäta kreatininnivåerna och på så sätt få ett mått på njurfunktionen. 
Kreatininkoncentrationen beror inte bara på njurfunktionen utan också på individens muskelmassa. Därför kan kreatininkoncentrationen variera mycket från person till person. Kreatinin är därför ett mindre bra mått på individens absoluta njurfunktion, men lämpar sig väl för att följa hur njurfunktionen utvecklas över tiden. 
Ett annat mått för njurfunktion som är oberoende av personens muskelmassa är cystatin C. 